# Aiguilles Rouges du Dolent
Le Aiguilles Rouges du Dolent (3.680 m s.l.m.) sono una cresta di vette montuose che si trovano a nord del Monte Dolent. Si trovano lungo la linea di confine tra la Francia (Alta Savoia) e la Svizzera (Canton Vallese).

## Caratteristiche
Queste guglie formano una lunga cresta tra il Ghiacciaio d'Argentiere (versante francese) ed il Ghiacciaio dell'A Neuve (versante svizzero). Sono separate a sud dal Monte Dolent dalla Brêche de l'Amône (3.428 m). A nord terminano alla Brêche d'Argentière (3.506 m)
Le vette principali che incontriamo da sud verso nord sono:
- Aiguille de l'Amône - 3.586 m
- Pointe de la Fouly - 3.608 m
- Grand Gendarme - 3.599 m
- Punta Kurz - 3.680 m (vetta più alta).